# Svaki put kad se rastajemo (1994.)
Svaki put kad se rastajemo, hrvatski dugometražni film iz 1994. godine.